# Raoua Tlili
Raoua Tlili (arabe : روعة التليلي), née le 5 octobre 1989 à Gafsa, est une athlète handisport tunisienne, active principalement en lancer du poids et du disque F40 puis F41.

## Palmarès
Aux championnats du monde d'athlétisme handisport 2006 à Assen, elle remporte une médaille de bronze au lancer du poids F40.
Elle concourt aux Jeux paralympiques d'été de 2008 à Pékin, où elle remporte une médaille d'argent au lancer du poids F40 et une médaille d'or au lancer du disque dans la même catégorie, établissant un nouveau record du monde handisport à 8,95 m.
Lors des championnats du monde 2011 à Christchurch, elle remporte une médaille d'argent au lancer du poids F40 et une médaille d'or au lancer du poids F40. Elle participe ensuite aux Jeux paralympiques d'été de 2012 à Londres, où elle remporte une nouvelle médaille d'or au lancer du poids — établissant dans la foulée un nouveau record du monde à 9,86 m — et une nouvelle médaille d'argent au lancer du disque.
Lors des championnats du monde 2013 à Lyon, elle remporte une médaille d'or au lancer du disque F41 puis, à l'occasion des championnats du monde 2015 à Doha, deux médailles d'or aux lancers du poids et du disque F41.
Lors des Jeux paralympiques d'été de 2016 à Rio de Janeiro, elle remporte deux médailles d'or aux lancers du poids et du disque F41. Elle établit aussi un nouveau record du monde (33,38 m) au lancer du disque. Lors des championnats du monde 2017 à Londres, elle remporte deux médailles d'or aux lancers du disque et du poids F41.
Lors des Jeux paralympiques d'été de 2020 à Tokyo, elle remporte deux médailles d'or, au lancer du poids F41 et au lancer du disque F41.
Aux championnats du monde 2023 à Paris, elle remporte deux médailles d'or, au lancer du poids et au lancer du disque F41.
Lors des Jeux paralympiques d'été de 2024 à Paris, elle remporte deux médailles d'or, au lancer du poids et au lancer du disque F41.